# Rafael Martínez
Rafael Martínez Barrena (Madrid, 10 de dezembro de 1983) é um ginasta espanhol que compete em provas de ginástica artística.
Rafael fez parte da equipe espanhola que disputou os Jogos Olímpicos de Pequim, em 2008, China, sem subir ao pódio.

## Carreira
Rafael iniciou na ginástica aos sete anos. Aos dezessete, entrou para a equipe sênior do país, disputando seu primeiro evento internacional. Em 2004, participando do Campeonato Europeu de Liubliana, fora medalhista de prata no concurso geral, ao somar 56.711 pontos; o romeno Marian Dragulescu conquistou a medalha de ouro. Disputando a final do solo, terminou com a medalha de bronze, superado novamente por Dragulescu e pelo búlgaro Jordan Jovtchev, ouro e prata, respectivamente..
Em sua primeira aparição olímpica, integrando a equipe espanhola dos Jogos Olímpicos de Atenas, em 2004; o ginasta não conquistou nenhuma medalha. No all around fora quinto colocado; na final por equipes, só conquistou a décima colocação nas classificatórias. Em 2005, disputando a Copa América, terminou nos exercícios de solo.. Participando da edição húngara do Campeonato Europeu, foi medalhista de ouro no individual geral, somando 55,350 pontos. Ainda em 2005, disputou o Campeonato Mundial de Melbourne,- que não contou com a prova coletiva. Nele, terminou apenas em quarto lugar no concurso geral.
No ano posterior, no Campeonato Mundial de Aarhus, novamente não conquistou medalhas; classificando-se apenas para a final do individual geral, terminou como o décimo ginasta ranqueado. Em 2007, Rafael participou do Europeu de Amsterdã, encerrando na quarta colocação no evento geral, e medalhista de ouro nos exercícios de solo. Em outubro, no Mundial de Stuttgart,- que serviria de classificação para as Olimpíadas de 2008; terminou em sexto no evento geral individual e na prova coletiva. Disputando a etapa de Barcelona da Copa do Mundo, terminou na terceira colocação no solo.
Em 2008, em sua segunda aparição olímpica, nos Jogos Olímpicos de Pequim, Rafael ao lado de Manuel Carballo, Iván San Miguel, Gervasio Deferr, Sergio Munõz e Isaac Botella, conquistou a 11ª colocação na prova coletiva. Classificado para a final do concurso geral, terminou na décima colocação, em prova vencida pelo chinês Yang Wei. No ano posterior, disputando o Mundial de Londres, Martinez só terminou na décima colocação na classificatória dos exercícios de solo.

## Principais resultados
| Ano  | Evento                                    | AA               | Equipe          | Solo              | Cavalo com alças | Argolas | Salto sobre o cavalo | Barras paralelas  | Barra fixa      |
| ---- | ----------------------------------------- | ---------------- | --------------- | ----------------- | ---------------- | ------- | -------------------- | ----------------- | --------------- |
| 2004 | Campeonato Europeu                        | Medalha de prata | 7º              | Medalha de bronze |                  |         |                      |                   |                 |
| 2004 | Jogos Olímpicos                           | 5º               | 10º             |                   |                  |         |                      |                   |                 |
| 2005 | Campeonato Europeu                        | Medalha de ouro  |                 |                   |                  |         |                      |                   | 8º              |
| 2005 | Copa América                              |                  |                 | 4º                |                  |         |                      |                   |                 |
| 2005 | Jogos do Mediterrâneo                     | Medalha de ouro  | Medalha de ouro | Medalha de ouro   |                  |         |                      | Medalha de bronze | Medalha de ouro |
| 2005 | Campeonato Mundial de Ginástica Artística | 4º               |                 |                   |                  |         |                      |                   |                 |
| 2006 | Campeonato Mundial de Ginástica Artística | 10º              |                 | 29º               | 17º              |         |                      |                   | 32º             |
| 2007 | Campeonato Europeu                        | 4º               |                 | Medalha de ouro   | 10º              | 45º     |                      | 8º                |                 |
| 2007 | Campeonato Mundial de Ginástica Artística | 6º               |                 | 15º               | 28º              |         |                      |                   | 27º             |
| 2007 | Copa do Mundo - Barcelona                 |                  |                 | Medalha de bronze |                  |         |                      |                   |                 |
| 2008 | Jogos Olímpicos                           | 10º              | 11º             |                   |                  |         |                      |                   |                 |
| 2009 | Campeonato Mundial de Ginástica Artística |                  |                 | 10º               |                  |         |                      |                   |                 |
| 2010 | Campeonato Europeu                        |                  | 4º              |                   |                  |         |                      |                   |                 |
| 2011 | Campeonato Europeu                        | 7º               |                 |                   |                  |         |                      |                   |                 |
| 2011 | Campeonato Mundial de Ginástica Artística | 10º              |                 |                   |                  |         |                      |                   |                 |